# کاروانسرای شاه‌عباسی (عباس‌آباد)
کاروانسرای شاه عباسی (عباس‌آباد) مربوط به دوره صفوی است و در شهرستان میامی، روستای عباس‌آباد واقع شده و این اثر در تاریخ ۱۴ تیر ۱۳۶۶ با شمارهٔ ثبت ۱۷۲۶ به‌عنوان یکی از آثار ملی ایران به ثبت رسیده‌است.
تاریخچه ساخت این کاروانسرا مربوط به دوره صفویه است که در دوره قاجار مرمت اساسی شده‌است. فرم پلان این کاروانسرا مستطیل شکل و از نوع ۴ ایوانی است. مساحت آن بالغ بر ۸۵۰۰ متر مربع است. این کاروانسرا دارای دو ورودی شرقی و غربی است که ورودی اصلی آن در ضلع شرقی است.

## ثبت در فهرست میراث جهانی
در ۲۶ شهریور ۱۴۰۲ در جریان چهل و پنجمین اجلاس کمیته میراث جهانی یونسکو در ریاض، کاروانسرای شاه‌عباسی عباس‌آباد به‌همراه ۵۳ کاروانسرای تاریخی دیگر (جمعاً ۵۴ کاروانسرا در ۲۴ استان ایران) تحت عنوان کاروانسراهای ایرانی در فهرست میراث جهانی قرار گرفتند. این مجموعه جهانی به عنوان بیستمین و هفتمین اثر جهانی کشور ایران شناخته می‌شود.